# Topografia antica
La topografia antica (dal greco topos, luogo e graphein, scrivere) è una disciplina afferente all'ambito delle scienze antichistiche che si occupa di individuare, interpretare e studiare l'azione dell'uomo sul territorio, i condizionamenti operati dalla natura sulle attività umane e le conseguenti interazioni, contribuendo in modo determinante ed insostituibile alla ricostruzione storica. La topografia storica si riferisce a tutti quegli studi che hanno per oggetto la ricostruzione dell'assetto del territorio, e quindi, in definitiva, l'evoluzione del rapporto uomo/ambiente nel passato, sia quello remoto che quello più vicino a noi. Si tratta, inoltre, di un metodo di studio e di un punto di vista sui fatti storici assolutamente peculiare nel panorama delle discipline storiche ed archeologiche.
Tale disciplina può essere anche denominata topografia storica o topografia archeologica.
Nata in seno al mondo classico (tra i primi autori ad utilizzare tale espressione troviamo Strabone, Eforo e Polibio), la topografia storica vede la sua nascita ufficiale durante l'Umanesimo, ad opera dello storico Flavio Biondo (nella sua opera “Roma instaurata”, 1449).